# Г'юстонський марафон

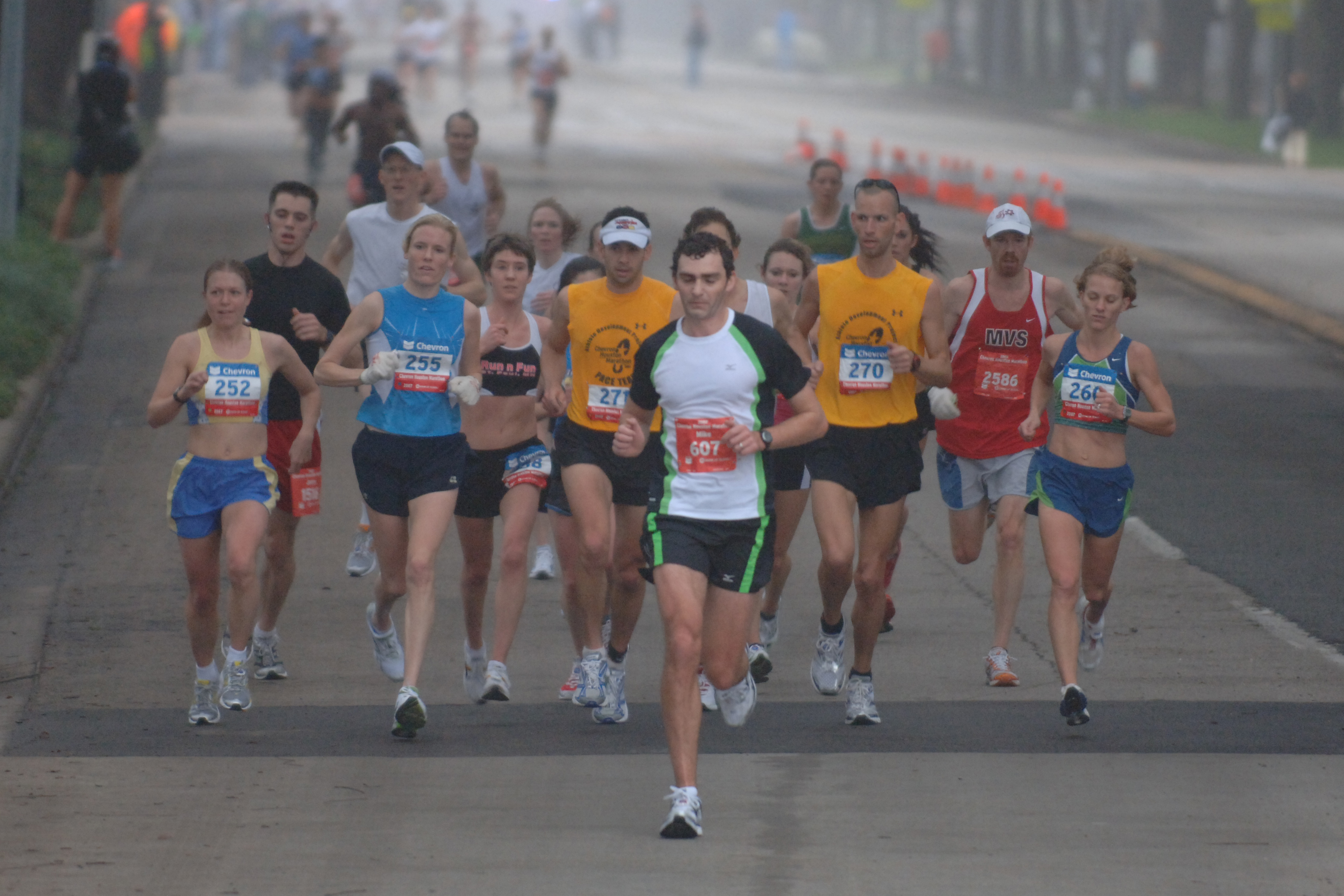
Марафонці у 2007 році

Г'юстонський марафон — щорічний марафон, який проводиться в січні з 1972 року в Г'юстоні, штат Техас. Він проходить паралельно з напівмарафоном та гонкою на 5 км.

## Історія
У першому марафоні, який пройшов 30 грудня 1972 року, взяли участь 113 бігунів, а глядачів було близько 200 осіб. Маршрут пролягав петлею відстаню 5 миль (8 км).
У змаганнях 1979 року в рамках марафону відбулася гонка національного чемпіонату з марафону. У 1993 році на марафоні біг Джордж Буш молодший у віці 46 років з результатом 3 години 44 хвилини 52 секунди.
Марафон 2021 року було скасовано через пандемію коронавірусу, при цьому всі реєстранти отримали можливість віртуально запустити гонку (і отримати знижку на гонку в 2022 році) або перенести свою заявку на 2022 або 2023 роки.
Поточним спонсором марафону є корпорація Chevron, Aramco є спонсором півмарафону, а Chevron і Aramco — спонсорами пробігу 5K.

## Переможці

### Марафон
| №  | Дата            | Переможець серед чоловіків             | Час                                    | Переможниця серед жінок                | Час                                    |
| -- | --------------- | -------------------------------------- | -------------------------------------- | -------------------------------------- | -------------------------------------- |
|    | 2021            | скасований через пандемію коронавірусу | скасований через пандемію коронавірусу | скасований через пандемію коронавірусу | скасований через пандемію коронавірусу |
| 48 | січень 19, 2020 | Келькеле Гезагегн (ETH)                | 2:08:36                                | Аскале Мерачі (ETH)                    | 2:23:29                                |
| 47 | січень 20, 2019 | Альберт Корір (KEN)                    | 2:10:02                                | Біруктаїт Дегефа (ETH)                 | 2:23:28                                |
| 46 | січень 14, 2018 | Базу Ворку (ETH)                       | 2:08:30                                | Біруктаїт Дегефа (ETH)                 | 2:24:51                                |
| 45 | січень 15, 2017 | Домінік Ондоро (KEN)                   | 2:12:05                                | Мескерем Ассефа (ETH)                  | 2:30:18                                |
| 44 | січень 17, 2016 | Біруктаїт Дегефа (ETH)                 | 2:10:54                                | Біруктаїт Дегефа (ETH)                 | 2:26:07                                |
| 43 | січень 18, 2015 | Біргану Гедефа (ETH)                   | 2:08:03                                | Єбргуаль Мелесе (ETH)                  | 2:23:23                                |
| 42 | січень 19, 2014 | Базу Ворку (ETH)                       | 2:07:32                                | Абебеч Афеворк (ETH)                   | 2:25:52                                |
| 41 | січень 13, 2013 | Базу Ворку (ETH)                       | 2:10:17                                | Меріма Могаммед (ETH)                  | 2:23:37                                |
| 40 | січень 15, 2012 | Таріку Джуфар (ETH)                    | 2:06:51†                               | Алеміту Абера (ETH)                    | 2:23:14†                               |
| 39 | січень 30, 2011 | Бекана Даба (ETH)                      | 2:07:04†                               | Маміту Даска (ETH)                     | 2:26:33                                |
| 38 | січень 18, 2010 | Тешоме Гелана (ETH)                    | 2:07:37†                               | Тейба Еркессо (ETH)                    | 2:23:53†                               |
| 37 | січень 18, 2009 | Деріба Мерга (ETH)                     | 2:07:52†                               | Тейба Еркессо (ETH)                    | 2:24:15†                               |
| 36 | січень 13, 2008 | Давід Черуйот (KEN)                    | 2:12:32                                | Діре Туне (ETH)                        | 2:24:40                                |
| 35 | січень 14, 2007 | Феїса Туссе (ETH)                      | 2:11:39                                | Діре Туне (ETH)                        | 2:26:52                                |
| 34 | січень 15, 2006 | Давід Черуйот (KEN)                    | 2:12:02                                | Фірая Султанова (RUS)                  | 2:32:25                                |
| 33 | січень 16, 2005 | Давід Черуйот (KEN)                    | 2:14:50                                | Келлі Кін (USA)                        | 2:32:27                                |
| 32 | січень 18, 2004 | Марек Ярошевський (POL)                | 2:18:51                                | Маргарита Тапія (MEX)                  | 2:28:36                                |
| 31 | січень 19, 2003 | Шон Вейд (NZL)                         | 2:24:43                                | Альбіна Галіамова (RUS)                | 2:42:37                                |
| 30 | січень 20, 2002 | Дрю Пріснер (USA)                      | 2:28:43                                | Бекі Сондаг (USA)                      | 2:50:49                                |
| 29 | січень 14 2001  | Кріс Кіамарра (USA)                    | 2:29:27                                | Стейсі Альбукрек (USA)                 | 2:43:40                                |
| 28 | січень 16, 2000 | Стівен Ндунгу (KEN)                    | 2:11:28                                | Тетяна Позднякова (UKR)                | 2:32:25                                |
| 27 | січень 17, 1999 | Стівен Ндунгу (KEN)                    | 2:14:56                                | Тетяна Позднякова (UKR)                | 2:33:23                                |
| 26 | січень 18, 1998 | Стівен Ндунгу (KEN)                    | 2:11:23                                | Гвіннет Куган (USA)                    | 2:33:37                                |
| 25 | січень 12, 1997 | Оке Ерікссон (SWE)                     | 2:19:21                                | Клаудія Дрегер (GER)                   | 2:36:13                                |
| 24 | січень 21, 1996 | Тумо Турбо (ETH)                       | 2:10:34                                | Адріана Фернандес (MEX)                | 2:31:59                                |
| 23 | січень 15, 1995 | Пітер Фонсека (CAN)                    | 2:11:52                                | Тетяна Позднякова (UKR)                | 2:29:57                                |
| 22 | січень 16, 1994 | Колін Мур (ENG)                        | 2:13:34                                | Алевтина Наумова (RUS)                 | 2:34:47                                |
| 21 | січень 24, 1993 | Франк Бйорклі (NOR)                    | 2:13:21                                | Крісті Джонстон (USA)                  | 2:29:05                                |
| 20 | січень 26, 1992 | Філемон Лопес (MEX)                    | 2:13:12                                | Дженіс Клекер (USA)                    | 2:30:12                                |
| 19 | січень 20, 1991 | Кері Нельсон (CAN)                     | 2:12:28                                | Веронік Марот (ENG)                    | 2:30:55                                |
| 18 | січень 14, 1990 | Пол Пілкінгтон (USA)                   | 2:11:13                                | Марія Трухільйо (USA)                  | 2:32:55                                |
| 17 | січень 15, 1989 | Річард Кайтані (KEN)                   | 2:10:04                                | Веронік Марот (ENG)                    | 2:30:16                                |
| 16 | січень 17, 1988 | Гейр Квернмо (NOR)                     | 2:11:44                                | Лінда Земан (USA)                      | 2:34:52                                |
| 15 | січень 18, 1987 | Дерик Мей (RSA)                        | 2:11:51                                | Бенте Мо (NOR)                         | 2:32:37                                |
| 14 | січень 19, 1986 | Пол Каммінгс (USA)                     | 2:11:31                                | Веронік Марот (ENG)                    | 2:31:33                                |
| 13 | січень 6, 1985  | Марті Фролік (USA)                     | 2:11:14                                | Сільвія Рюггер (CAN)                   | 2:28:36                                |
| 12 | січень 15, 1984 | Чарлі Спеддінг (ENG)                   | 2:11:54                                | Інгрід Крістіансен (NOR)               | 2:27:51                                |
| 11 | січень 16, 1983 | Гайлу Ебба (ETH)                       | 2:12:17                                | Інгрід Крістіансен (NOR)               | 2:33:27                                |
| 10 | січень 24, 1982 | Бенджі Дарден (USA)                    | 2:11:12                                | Лорі Біндер (USA)                      | 2:40:56                                |
| 9  | січень 10, 1981 | Білл Роджерс (USA)                     | 2:12:20                                | Патті Каталано (USA)                   | 2:35:28                                |
| 8  | січень 19, 1980 | Рон Табб (USA)                         | 2:13:35                                | Ванесса Вайдос (USA)                   | 2:44:45                                |
| 7  | січень 20, 1979 | Том Антжак (USA)                       | 2:15:28                                | Сью Петерсен (USA)                     | 2:46:17                                |
| 6  | січень 21, 1978 | Рон Табб (USA)                         | 2:17:11                                | Пеггі Кокернот (USA)                   | 3:01:54                                |
| 5  | січень 22, 1977 | Клент Мерікл (USA)                     | 2:27:46                                | Дороті Дулітл (USA)                    | 3:00:34                                |
| 4  | січень 17, 1976 | Джефф Веллс (USA)                      | 2:17:46                                | Марша Джонсон (USA)                    | 3:37:04                                |
| 3  | січень 18, 1975 | Клент Мерікл (USA)                     | 2:35:00                                | Дороті Дулітл (USA)                    | 3:31:24                                |
| 2  | грудня 29, 1973 | Хуан Гарза (USA)                       | 2:37:47                                | Ненсі Лейрд (USA)                      | 4:29:07                                |
| 1  | грудня 30, 1972 | Денні Грін (USA)                       | 2:32:33                                | Таня Трантем (USA)                     | 5:11:55                                |

### Півмарафон
| Рік  | Переможець серед чоловіків | Час                                    | Переможниця серед жінок                | Час                                    |                                        |
| ---- | -------------------------- | -------------------------------------- | -------------------------------------- | -------------------------------------- | -------------------------------------- |
|      | 2021                       | скасований через пандемію коронавірусу | скасований через пандемію коронавірусу | скасований через пандемію коронавірусу | скасований через пандемію коронавірусу |
| 2020 | Джемаль Їмер (ETH)         | 59:25                                  | Гітомі Ніія (JPN)                      | 1:06:38                                |                                        |
| 2019 | Шура Кітата Тола (ETH)     | 1:00:11                                | Брігід Косгеї (KEN)                    | 1:05:50                                |                                        |
| 2018 | Джейк Робертсон (NZL)      | 1:00:01                                | Руті Ага (ETH)                         | 1:06:39                                |                                        |
| 2017 | Леонард Корір (USA)        | 1:01:14                                | Вероніка Ньяруаї (KEN)                 | 1:07:58                                |                                        |
| 2016 | Леліса Десіса (ETH)        | 1:00:37                                | Мері Вакера Нгугі (KEN)                | 1:06:29                                |                                        |
| 2015 | Дієго Естрада (USA)        | 1:00:51                                | Кім Конлі (USA)                        | 1:09:44                                |                                        |
| 2014 | Меб Кефлезігі (USA)        | 1:01:23                                | Серена Бурла (USA)                     | 1:10:48                                |                                        |
| 2013 | Феїса Лілеса (ETH)         | 1:01:54                                | Маміту Даска (ETH)                     | 1:09:53                                |                                        |
| 2012 | Феїса Лілеса (ETH)         | 59:22                                  | Белайнеш Олджіра (ETH)                 | 1:08:26                                |                                        |
| 2011 | Джеффрі Еглестон (USA)     | 1:08:26                                | Колін Де Рюк (USA)                     | 1:16:19                                |                                        |
| 2010 | Антоніо Вега (USA)         | 1:01:54                                | Шалейн Фланаген (USA)                  | 1:09:41                                |                                        |
| 2009 | Меб Кефлезігі (USA)        | 1:01:25                                | Магдалена Леві-Буле (USA)              | 1:11:47                                |                                        |
| 2008 | Джеймс Карні (USA)         | 1:02:21                                | Кейт Тенфорд (USA)                     | 1:11:57                                |                                        |
| 2007 | Раян Голл (USA)            | 059:43                                 | Елва Драєр (USA)                       | 1:11:42                                |                                        |
| 2006 | Нікодемус Малаквен (KEN)   | 1:02:07                                | Асма Легзаові (MAR)                    | 1:11:53                                |                                        |
| 2005 | Джуліус Коскеї (KEN)       | 1:03:17                                | Ольга Романова (RUS)                   | 1:12:36                                |                                        |
| 2004 | Гілберт Коеч (KEN)         | 1:03:08                                | Колін Де Рюк (USA)                     | 1:10:55                                |                                        |
| 2003 | Скотт Странд (USA)         | 1:05:13                                | Бет Олд (USA)                          | 1:17:03                                |                                        |
| 2002 | Джастін Частон (USA)       | 1:08:42                                | Крісті Нільсен-Кротта (USA)            | 1:21:37                                |                                        |